# Дебре-Лібанос

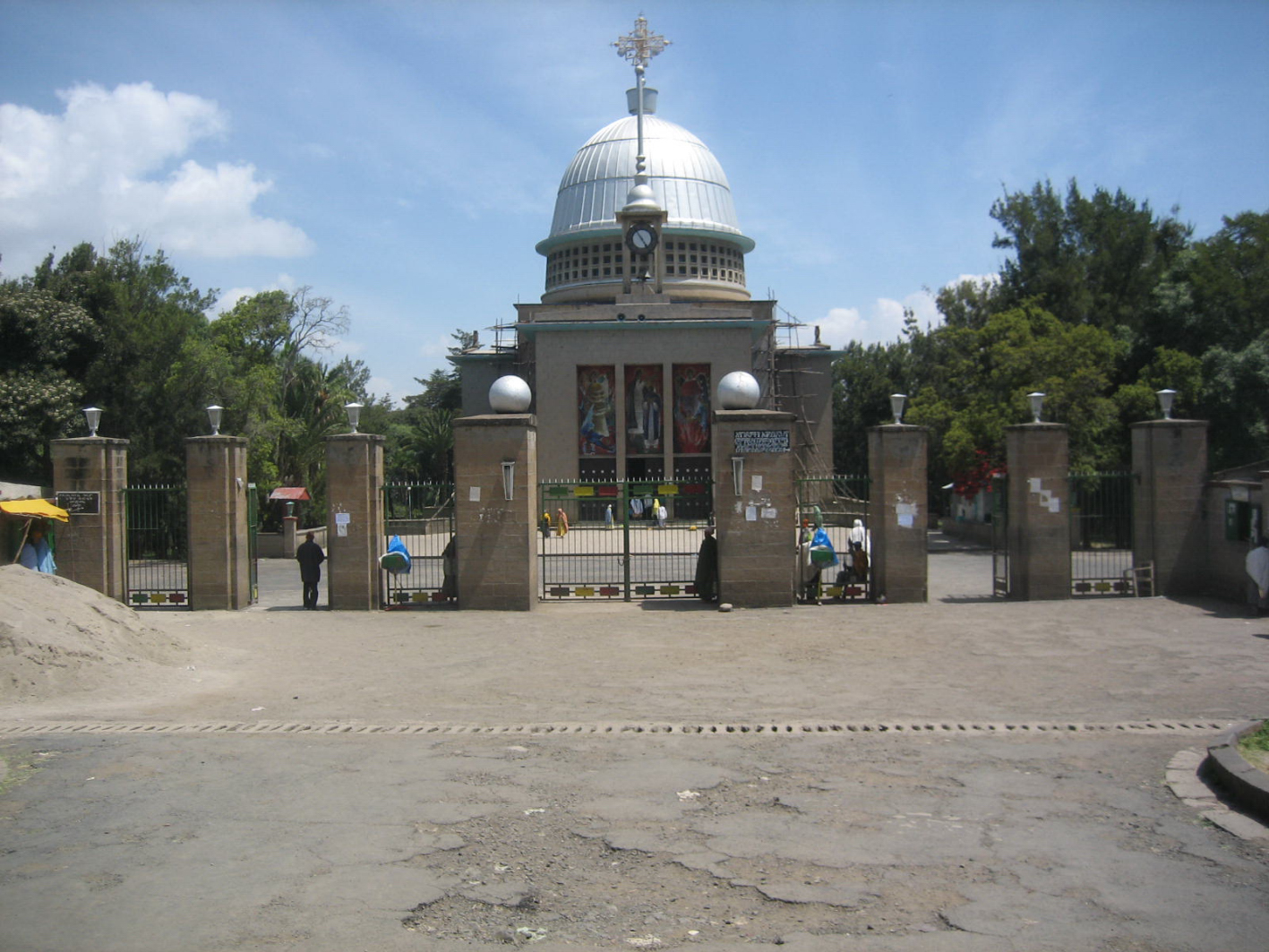

9°42′43″ пн. ш. 38°50′51″ сх. д. / 9.7119444444444° пн. ш. 38.8475° сх. д.
Дебре-Лібанос (амх. ደብረ ሊባኖስ, гора Ліванська) — монастир в Ефіопії.

## Розташування
Монастир розташований на північний захід від Аддис-Абеби на території між скелями й ущелиною, де протікає одна з приток Блакитного Нілу.

## Історія
Був заснований у XIII столітті святим Мара Такла Гайманотом після того, як він пробув у печері 29 років. Монастир є одним з найважливіших місць паломництва у країні. Настоятель носить звання ічеге, друге в ієрархії Ефіопській православній церкві після патріарха.
Одну з церков комплексу збудовано над могилою Такла Гайманота, а поряд із монастирем розташована печера, де жив святий. У печері є джерело, за водою з якого приходять паломники. Також стверджують, що у Дебре-Лібанос міститься одна з часток Животворного Хреста.
Після завершення італійсько-ефіопської війни 1935–1936 років на окупованій італійськими військами території Ефіопії розгорнулась партизанська війна. У відповідь на імовірну участь духовенства в ефіопському русі опору віце-король, головний губернатор Італійської Східної Африки, командир 11-го армійського корпусу, маршал Італії Родольфо Граціані наказав розстріляти ченців монастиря Дебре-Лібанос. Здійснення тієї акції 19 травня 1937 року було доручено бригадному генералу П'єтро Малетті (командир 2-ї туземної бригади в Італійській Східній Африці). Злякавшись політичних наслідків, що їх могла спричинити така розправа у майже святому для багатьох ефіопів країні монастирі, Малетті, імовірно, надіслав Граціані запит: чи правильно він зрозумів наказ. 24 травня Граціані знову телеграфував йому: «Підтверджую повну відповідальність монастиря Дебре-Лібанос. Наказую одразу ж розстріляти всіх монахів у Дебре-Лібаносі. Підтвердити словами — повна ліквідація». Наприкінці травня 1937 року у Дебре-Лібаносі вирок було виконано: було розстріляно 320 ченців.